# Carmen Menoni
Pour les articles homonymes, voir Menoni.
Carmen S. Menoni est une physicienne argentino-américaine qui est professeure à l'Université d'État du Colorado. Ses recherches portent sur les matériaux d'oxyde multicouches pour les revêtements d'interférence et l'imagerie de spectrométrie. Elle est membre de l'Institute of Electrical and Electronics Engineers, la Société américaine de physique, l'Optical Society et la Society of Photo-Optical Instrumentation Engineers (SPIE). Menoni est présidente de la IEEE Photonics Society (en) de 2020 à 2021.

## Enfance et éducation
Menoni est originaire de Rosario, Santa Fe, en Argentine,. Elle s'est intéressée aux mathématiques et à la physique dès son plus jeune âge. Elle a étudié le génie électrique à l'Université nationale de Rosario, où elle a terminé un projet de recherche de premier cycle avec la Commission nationale de l'énergie atomique (en). Inspirée par son introduction à la science des matériaux, Menoni a décidé de poursuivre une carrière de recherche avec les matériaux optiques. Elle a déménagé aux États-Unis en tant qu'étudiante diplômée, où elle a rejoint l'Université d'État du Colorado pour étudier les relations structure-propriété dans le germanium et le phosphure d'indium avec une thèse intitulée « The influence of pressure on germanium and indium-phosphide » (1987).

## Recherche et carrière
En 1991, Menoni a rejoint le corps professoral de l'Université d'État du Colorado en tant qu'assistante d'enseignement. Elle a dirigé le centre de la Fondation nationale pour la science (NSF) pour la science et la technologie des ultraviolets extrêmes (EUV) avec son mari, Jorge Rocca,. Menoni a étudié à l'Université d'État du Colorado la physique des semi-conducteurs et des matériaux optiquement actifs,. Dans les années 1990, Menoni a créé XUV Lasers, une entreprise dérivée qui cherchait à commercialiser ses innovations dans la science du laser.
Menoni a étudié des matériaux d'oxyde multicouches pouvant agir comme revêtements antireflet pour les lasers à haute puissance. En 2008, elle a développé un microscope de table qui utilise des lasers ultraviolets extrêmes et des lasers sophistiqués pour imager des objets à l'échelle nanométrique. L'impulsion laser, d'une durée de l'ordre de la nanoseconde, pouvait imager des structures avec une résolution spatiale ≈ 0,05 μm. Cette découverte a permis à Menoni de remporter le prix R&D Mag (en) 100. Les revêtements antireflet développés par Menoni ont été utilisés dans le détecteur d'ondes gravitationnelles LIGO . Elle produit les revêtements antireflet par pulvérisation cathodique par faisceau d'ions (en).
Menoni a été promue professeure émérite de l'université en 2014, et élue présidente de la IEEE Photonics Society (en) en 2020.

## Récompenses et honneurs
- 2008 Prix R&D 100 [12],[13]
- 2009 membre élue de l'Optical Society[14], [15]
- 2009 Membre élue de la Société américaine de physique
- 2009 SPIE Women in Optics Planner [2]
- 2010 Élue membre de l'Institute of Electrical and Electronics Engineers
- 2012 Scholarship Impact Award de l'Université d'État du Colorado
- 2014 Élue Fellow de la Society of Photo-Optical Instrumentation Engineers[16]
- 2016 Colorado State University Distinguished Alumni Employee[8],[17]
- 2020 Présidente élue de la IEEE Photonics Society [11],[18]

## Publications (sélection)
- (en) Jing Zhu Hu, Larry D. Merkle, Carmen S. Menoni et Ian L. Spain, « Crystal data for high-pressure phases of silicon », Physical Review B, Ridge, APS, vol. 34, no 7,‎ 1er octobre 1986, p. 4679-4684 (ISSN 0163-1829, 2469-9950, 2469-9969, 0556-2805 et 2469-9977, OCLC 932211276, PMID 9940261, DOI 10.1103/PHYSREVB.34.4679).
- (en) Matthew D Seaberg, Daniel E Adams, Ethan L Townsend, Daisy A Raymondson, William F Schlotter, Yanwei Liu, Carmen S Menoni, Lu Rong, Chien-Chun Chen, Jianwei Miao, Henry C Kapteyn et Margaret M Murnane, « Ultrahigh 22 nm resolution coherent diffractive imaging using a desktop 13 nm high harmonic source », Optics Express, Optica, vol. 19, no 23,‎ 1er novembre 2011, p. 22470-22479 (ISSN 1094-4087, OCLC 37160672, PMID 22109124, DOI 10.1364/OE.19.022470).
- (en) Carmen S. Menoni, Jing Zhu Hu et Ian L. Spain, « Germanium at high pressures », Physical Review B, Ridge, APS, vol. 34, no 1,‎ 1er juillet 1986, p. 362-368 (ISSN 0163-1829, 2469-9950, 2469-9969, 0556-2805 et 2469-9977, OCLC 932211276, PMID 9939270, DOI 10.1103/PHYSREVB.34.362).

## Vie privée
Menoni a rencontré son mari, le physicien laser Jorge G. Rocca (de), en tant qu'étudiante de premier cycle à l'Université nationale de Rosario.